# Sitaniec
Sitaniec (pronunciado [ɕiˈtaɲet͡s]) es una aldea del distrito administrativo de Gmina Zamość, dentro del condado de Zamość, en el voivodato de Lublin, en Polonia oriental. Se encuentra aproximadamente a 4 km al norte de Zamość y a 73 km al sudeste de Lublin, capital de la región.
Su población aproximada en 2006 era de 1600 habitantes.

## Personas notables
- Es uno de los dos lugares en que pudo haber nacido la poeta Bronisława Wajs.[3]